# Stan Laurel

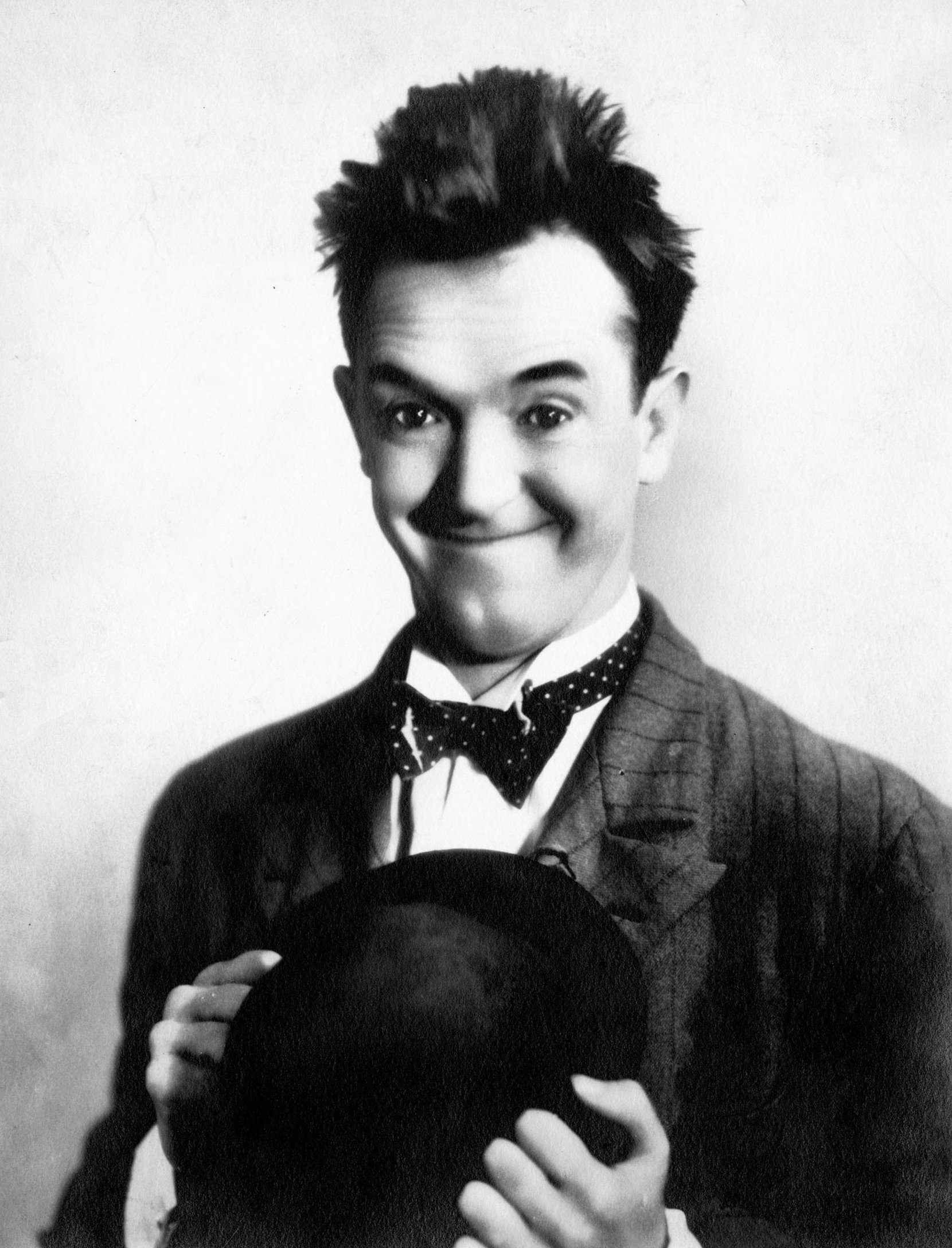
Stan Laurel ca 1920.

Arthur Stanley Jefferson, mer känd under artistnamnet Stan Laurel, född 16 juni 1890 i Ulverston i Cumbria i Storbritannien, död 23 februari 1965 i Santa Monica i Kalifornien, var en brittisk-amerikansk skådespelare och komiker. Han var Halvan i komikerduon Helan och Halvan (engelska: Laurel and Hardy).

## Biografi

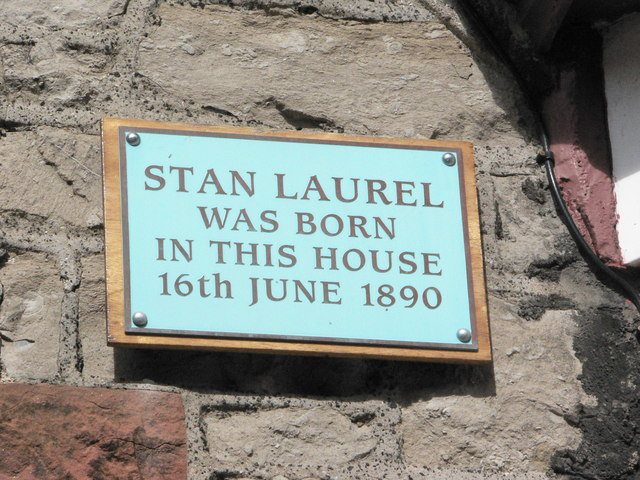
Plakett på huset i Ulverston där Stan Laurel föddes.

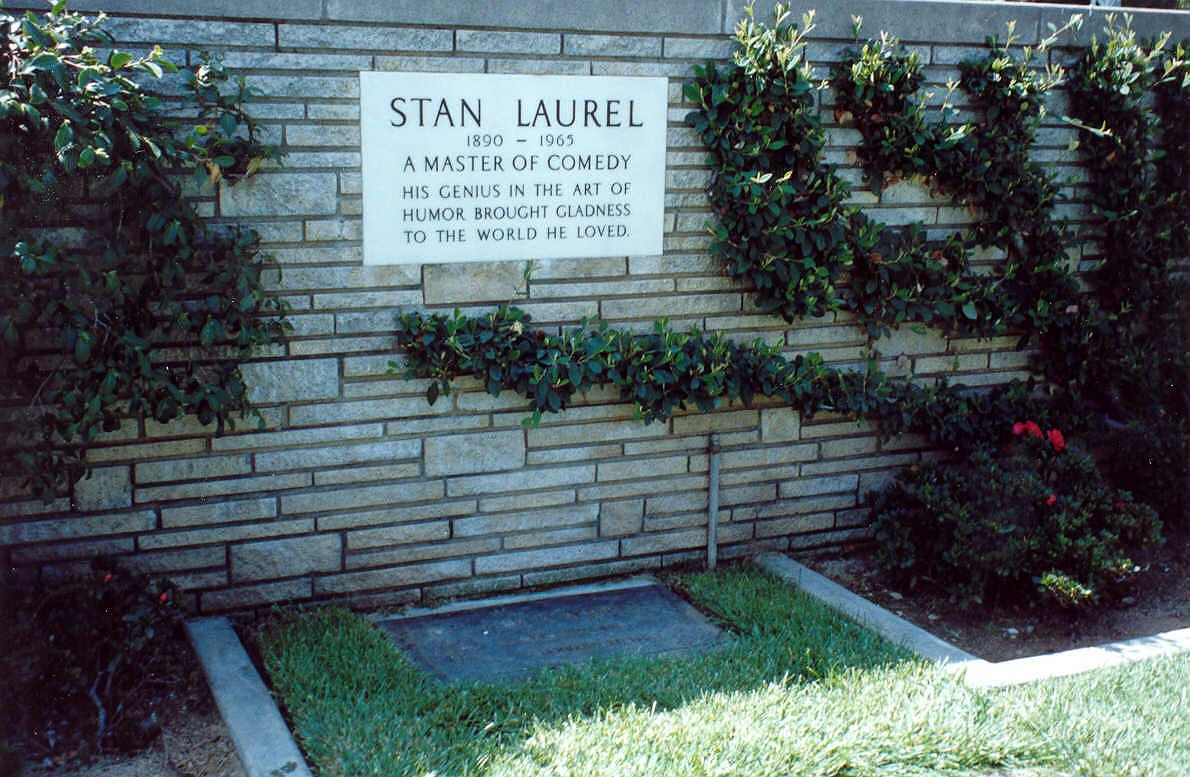
Stan Laurels gravvård 1990.

Stan Laurel, egentligen Arthur Stanley Jefferson, föddes 16 juni 1890 i Ulverston i dåvarande Lancashire (i nuvarande Cumbria) i nordvästra England. Hans far Arthur Jefferson var teaterföreståndare, hans mor Margaret Metcalfe skådespelerska. Han var andra barnet i en syskonskara av fem. Laurel gick i skola i Bishop Auckland, Gainford och Glasgow. Han gjorde scendebut som 16-åring vid en liten teater i Glasgow, Skottland, som hans far förestod, och de närmast följande åren spelade han såväl drama som komedi, samt dansade och spexade på music-hallscener.
År 1910 slöt sig Laurel till Fred Carnos trupp där också Charlie Chaplin ingick. Han var inhoppare för Chaplin, och följde med till USA på gruppens första turné där. Truppen återvände till USA 1912, och när de andra sedan återvände till England valde Laurel att stanna kvar. Han började uppträda vid varietéer och 1917 gjorde han sin filmdebut. Vid denna tid antog han sitt artistnamn Stan Laurel. Han medverkade i 79 filmer innan han 1927 tillsammans med Oliver Hardy bildade ett av filmfarsens populäraste par, Helan och Halvan.
I sina tidiga filmer på egen hand hade Laurel mestadels spexroller, ofta iklädd alltför stora kläder. I Helan och Halvan-filmerna var det i stort sett bara Laurel som skrev manus, varpå han sa till Hardy vad han skulle göra. Laurels rollfigur hade ett alldeles speciellt kroppsspråk, som till exempel babyliknande gråt, förvirrade blinkningar och hur han brukade klia sig på hjässan.
I verkligheten var Laurel motsatsen till sin rollfigur, hängiven sitt yrke och den drivande kreativa kraften i duon. Laurel och Hardy gjorde fram till 1950-talet en lång rad filmer och bejublade turnéer. Efter Hardys död 1957 slutade Laurel att framträda.
År 1961 erhöll han en heders-Oscar för sitt kreativa pionjärskap inom filmfarsen. 1963 mottog han Screen Actors Guild Life Achievement Award.
Laurel avled i februari 1965, några dagar efter en hjärtattack. Han skämtade in i det sista. Strax innan han dog sa han till sin sköterska att han skulle vilja ge sig ut och åka skidor. När hon svarade att hon inte visste att han var skidåkare sa han "det är jag inte, men jag skulle hellre göra det än att ha alla dessa nålar instuckna i mig!"
I Bishop Auckland finns en staty av Stan Laurel på platsen där hans föräldrar ägde en teater. Sedan 2009 finns en staty av Stan Laurel och Oliver Hardy i Laurels födelsestad Ulverston.

### Privatliv
Laurel var gift fem gånger. En av fruarna gifte han sig med och skilde sig från två gånger. En annan av hans hustrur var en excentrisk rysk "grevinna" och operasångerska, som påstod att Laurel hade planer på att mörda henne. I första äktenskapet hade han dottern Lois Laurel Hawes (1927–2017).

## Utmärkelser
Asteroiden 2865 Laurel är uppkallad efter honom.

## Filmografi (i urval)

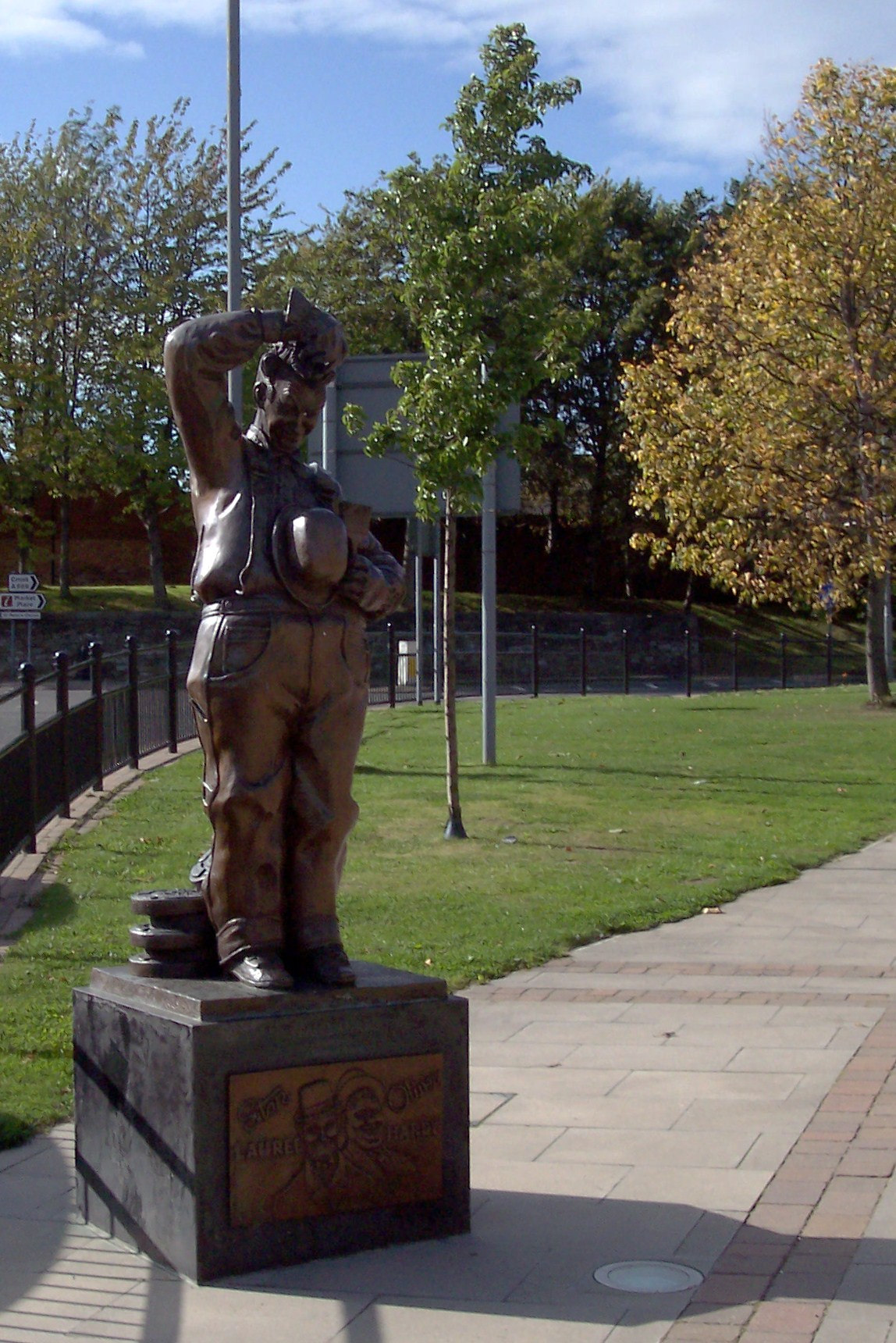
Staty av Stan Laurel i Bishop Auckland.

- 1933 – Helan och Halvan som snickare (Busy Bodies)
- 1933 – Följ med oss till Honolulu (Sons of the Desert)
- 1934 – Det var två glada gesäller (Babes in Toyland)
- 1936 – Bröder i kvadrat (Our Relations)
- 1937 – Vi reser västerut (Way Out West)
- 1938 – Skrattar bäst som skrattar sist (Block-Heads)
- 1939 – Vi fara till Sahara (The Flying Deuces)
- 1940 – Skandal i Oxford (A Chump at Oxford)
- 1940 – Raska sjömän, hallå! (Saps at Sea)

## I populärkulturen
I filmen Helan & Halvan från 2018 spelas Laurel av Steve Coogan.